# Renaissance-Altar der Wawel-Kathedrale

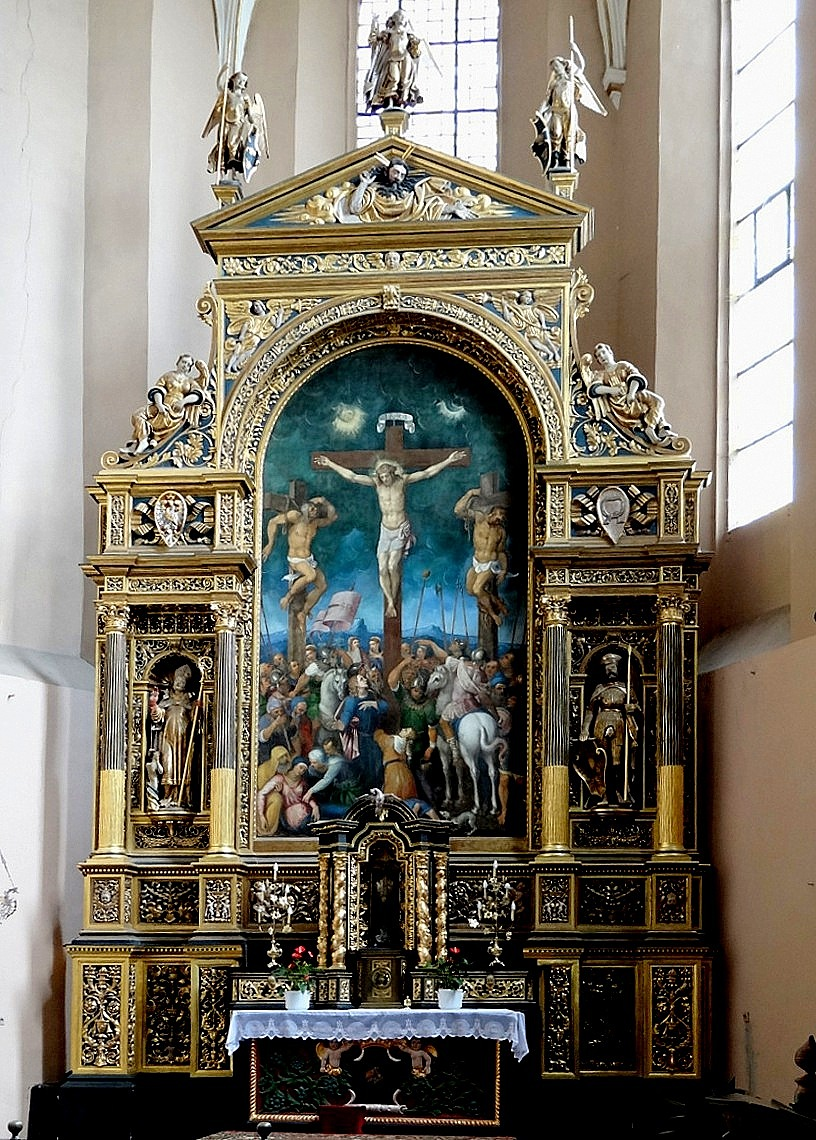
Altar

Der Renaissance-Altar der Wawel-Kathedrale wurde um die Hälfte des 16. Jahrhunderts von Giovanni Cini für die Krakauer Wawel-Kathedrale geschaffen. Den Auftrag erteilte die Königin Bona Sforza, die weiteren Arbeiten finanzierte ihr Sohn Sigismund II. August. Das Hauptgemälde mit der Kreuzigungsszene wurde in Venedig bei Pedro in Auftrag gegeben und 1547 vollendet. Der Altar bildete ca. hundert Jahre den Hauptaltar der Kathedrale. 1649 wurde der Altar abgebaut und ein neuer barocker Altar wurde von Bischof Piotr Gembicki in Auftrag gegeben. Der Renaissance-Altar wurde in die Kathedrale von Kielce verbracht, wo er bis 1726 als Hauptaltar diente. Danach kam er in die Marienkirche in Bodzentyn, wo er sich bis heute befindet.